# Piecki (gromada w powiecie mrągowskim)
Piecki – dawna gromada, czyli najmniejsza jednostka podziału terytorialnego Polskiej Rzeczypospolitej Ludowej w latach 1954–1972.

## Historia gromady
Gromady, z gromadzkimi radami narodowymi (GRN) jako organami władzy najniższego stopnia na wsi, funkcjonowały od reformy reorganizującej administrację wiejską przeprowadzonej jesienią 1954 do momentu ich zniesienia z dniem 1 stycznia 1973, tym samym wypierając organizację gminną w latach 1954–1972.
Gromadę Piecki z siedzibą GRN w Pieckach utworzono – jako jedną z 8759 gromad na obszarze Polski – w powiecie mrągowskim w woj. olsztyńskim na mocy uchwały nr 18 WRN w Olsztynie z dnia 4 października 1954. W skład jednostki weszły obszary dotychczasowych gromad Czaszkowo, Dobry Lasek, Piecki, Szklarnia i Zdrojewo ze zniesionej gminy Piecki w tymże powiecie. Dla gromady ustalono 15 członków gromadzkiej rady narodowej.
1 stycznia 1958 do gromady Piecki włączono wsie Brejdyny i Wierzbowo oraz osadę Wólka Baranowska ze zniesionej gromady Brejdyny w tymże powiecie.
1 stycznia 1960 do gromady Piecki włączono wsie Probark Wielki, Probark Mały i Jakubowo, osadę Ostrów oraz leśniczówkę Żabieniec ze zniesionej gromady Kosewo w tymże powiecie.
31 grudnia 1961 do gromady Piecki włączono wieś Dłużec ze zniesionej gromady Grabowo w tymże powiecie.
Gromada przetrwała do końca 1972 roku, czyli do kolejnej reformy gminnej. 1 stycznia 1973 w powiecie mrągowskim reaktywowano gminę Piecki.